# Tone (Schiff, 1910)
Die Tone (japanisch 利根) war ein Geschützter Kreuzer der Kaiserlich Japanischen Marine, der von 1910 bis 1931 in Dienst stand.

## Geschichte
Die spätere Tone wurde als Kreuzer 2. Klasse unter dem 3. Flottengesetz von 1903 geordert. Für eine weitere Einheit diese Entwurfs verweigerte der japanische Reichstag die Mittel.
Das Schiff wurde am 27. November 1905 auf der Marinewerft in Sasebo auf Kiel gelegt und das zu Wasser lassen erfolgte am 27. Oktober 1907. Das durch seinen scharfen Klipperbug und den hohen Freibord in seiner Linienführung als besonders elegant geltende Schiff wurde am 15. Mai 1910 in Dienst gestellt.
Der Kreuzer absolvierte seine Dienstzeit ohne größere Vorkommnisse und wurde zum 1. April 1931 außer Dienst gestellt. Anschließend in Haikan Nr. 2 (japanisch 廃艦第2号 außer Dienst gestelltes Kriegsschiff Nr. 2) umbenannt und als Versuchs- bzw. Zielschiff für Flugzeugbesatzungen genutzt. Hierbei wurde es am 30. April 1933 vor der Insel Amami-Ōshima (Ryūkyū-Inseln) versenkt.

## Name
Die Tone ist das erste Kriegsschiff einer japanischen Marine, das diesen Namen trägt. Benannt nach dem Fluss Tone in der japanischen Region Kantō.

## Technische Beschreibung

### Rumpf
Der Rumpf der Tone war 113,8 Meter (Kielwasserlinie) lang, 14,3 Meter breit und hatte bei einer Einsatzverdrängung von 4.979 Tonnen einen Tiefgang von 5,12 Metern.

#### Panzerung
Der Panzerschutz des Rumpfes setzte sich aus einem 38 bis 52 Millimeter starken Panzerdeck mit 76 mm starken Böschungen zusammen. Der Gefechtsstand, also die kleine Befehlszentrale im Brückenaufbau, von der im Notfall die wichtigsten Schiffssysteme gesteuert werden konnten, hatte ein Stärke von 102 Millimeter.

### Antrieb
Der Antrieb erfolgte durch sechzehn mischbefeuerte Dampferzeuger – Miyabara-Kesseln – und zwei, von Mitsubishi hergestellte, stehende 4-Zylinder-Dreifach-Expansionsmaschinen mit denen eine Gesamtleistung von 15.000 PS (11.032 kW) erreicht wurde. Diese gaben ihre Leistung an zwei Wellen mit je einer Schraube ab. Die Höchstgeschwindigkeit betrug 23 Knoten (37 km/h). Während der Erprobung, bei einer Verdrängung von 4.103 ts, wurden die Planwerte mit 15.215 PS und 23,37 Knoten leicht übertroffen. Es konnten 124 Tonnen Schweröl und 903 Tonnen Kohle gebunkert werden, was zu einer maximalen Fahrstrecke von 7.340 Seemeilen (13.594 km) bei 10 Knoten führte.

### Bewaffnung

#### Artillerie
Die Artilleriebewaffnung bestand aus zwei 15,2-cm-Geschütz mit Kaliberlänge 45 des Typ 41 hinter Schilden (je eines auf Back und Schanz) und zwölf Geschützen 12-cm-Geschützen mit Kaliberlänge 40 Typ 41 (beidseits der Brücke und in Reihe seitlich der Aufbauten). Allerdings wurden die vordersten der beidseitigen 12-cm-Geschütze neben den Aufbauten, die sehr beengt mit kleinem Schussfeld standen, rasch ersatzlos wieder entfernt, so dass das Schiff mit zehn dieser Geschütze armiert blieb.

#### Flugabwehrbewaffnung
Zur Flugabwehr wurden nach dem Ersten Weltkrieg zwei 7,62-cm-Geschütze Typ 41 in Einzellafetten beidseits des ersten Schornsteins eingebaut. Dieses Flugabwehrgeschütz erreichte eine effektive Kadenz von 15 bis 8 Schuss pro Minute und die maximale Reichweite betrug etwa 5,8 Kilometer bei 70° Rohrerhöhung.

#### Torpedos
Die Torpedobewaffnung bestand aus drei fest verbauten Überwassertorpedorohren mit einem Kaliber von 45 cm.

## Besatzung
Die Besatzung hatte eine planmäßig Stärke von 370 und später tatsächlich 392–401 Offizieren, Unteroffizieren und Mannschaften.